# Synagoge (Fénétrange)

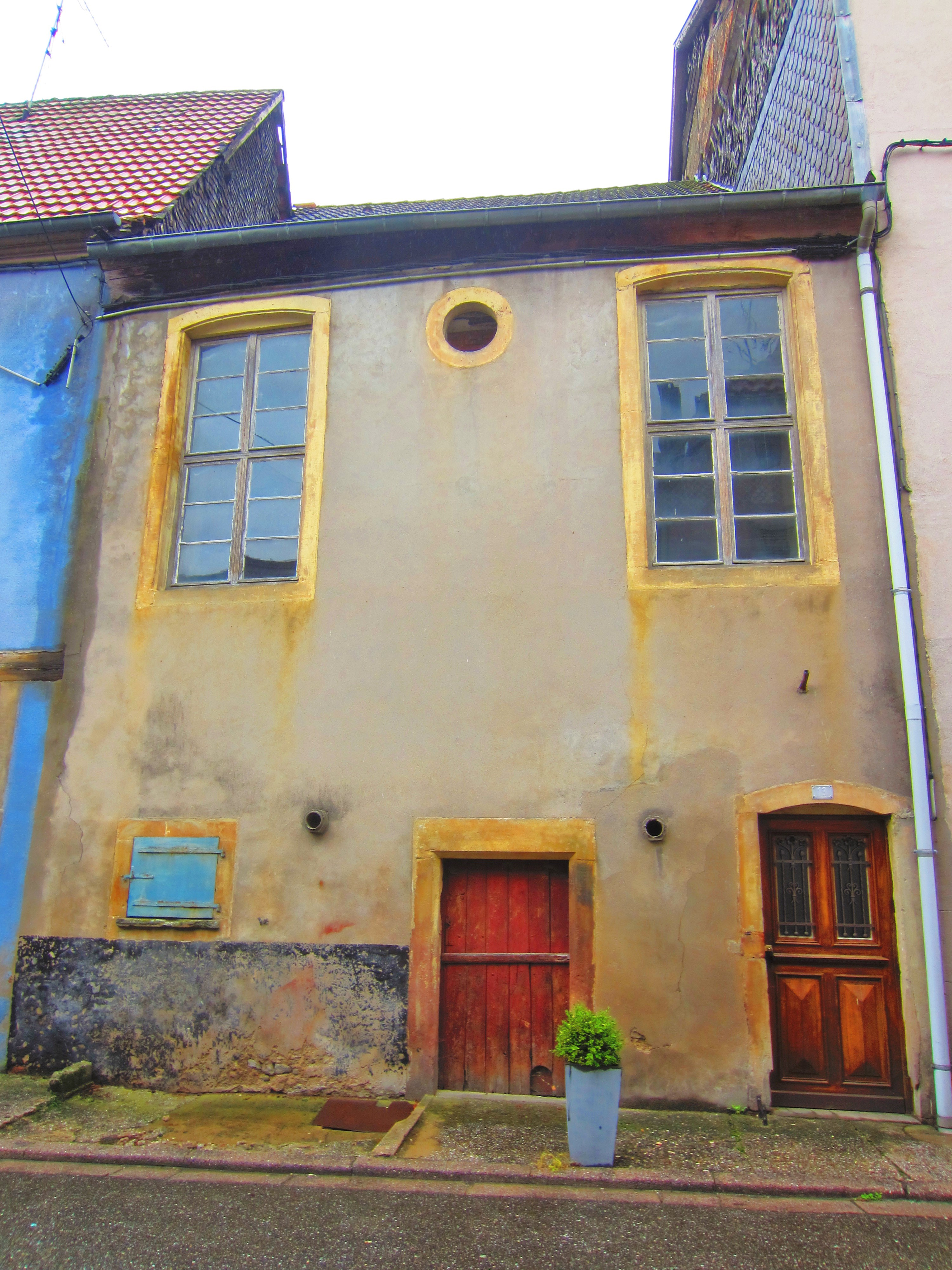
Synagoge in Fénétrange

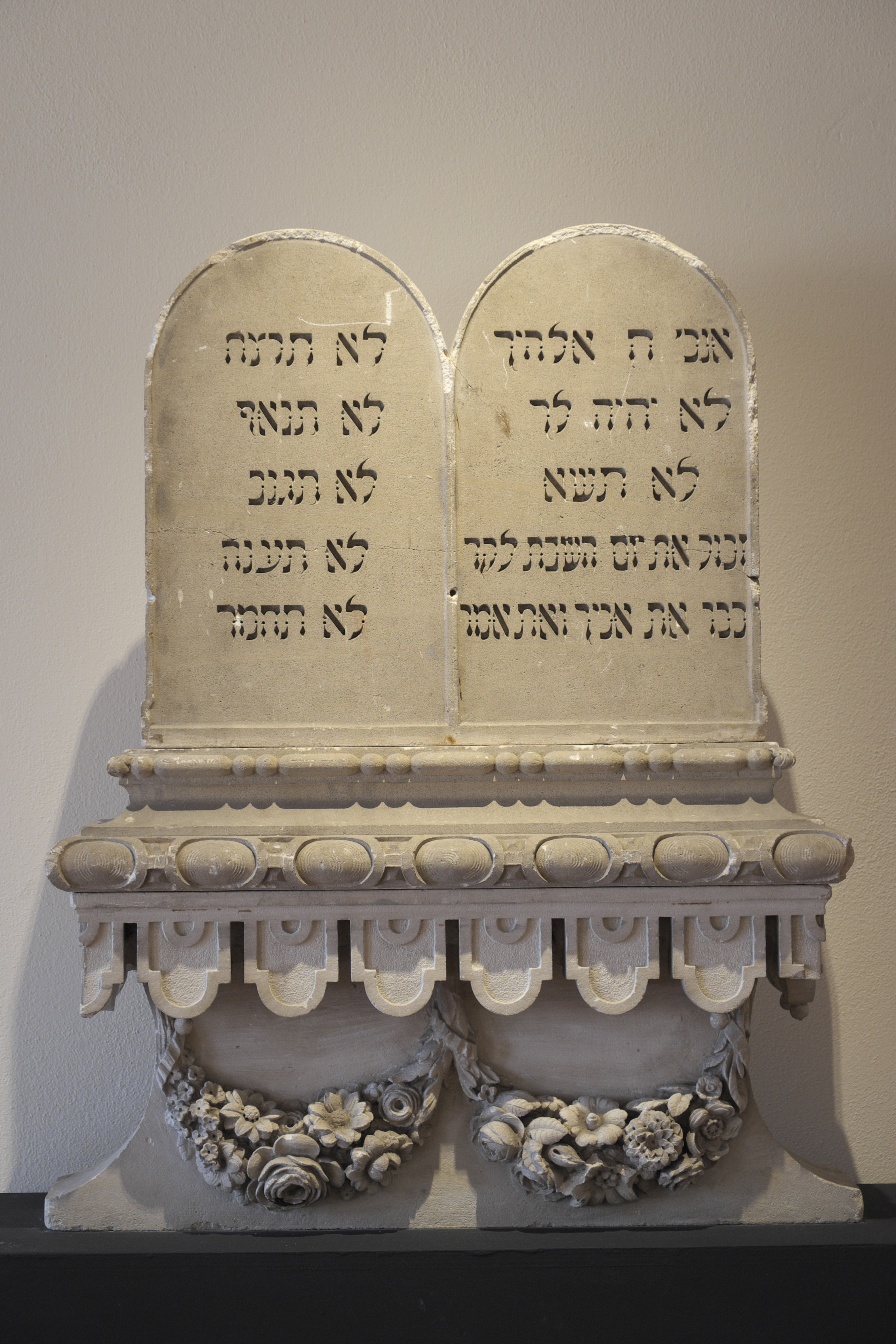
Gesetzestafeln, um 1865, aus der Synagoge von Fénétrange im Musée de la Cour d’Or in Metz

Die Synagoge in Fénétrange, einer Gemeinde im Département Moselle in der französischen Region Lothringen, wurde 1866 errichtet. Die profanierte Synagoge befindet sich in der Rue du Vieux Pensionnat.

## Geschichte
Sie wurde 1979 verkauft und dient heute als Remise. Die Frauenempore ist noch vorhanden und der Toraschrein aus skulptiertem Stein wurde dem Museum in Metz gegeben.